# Terberg

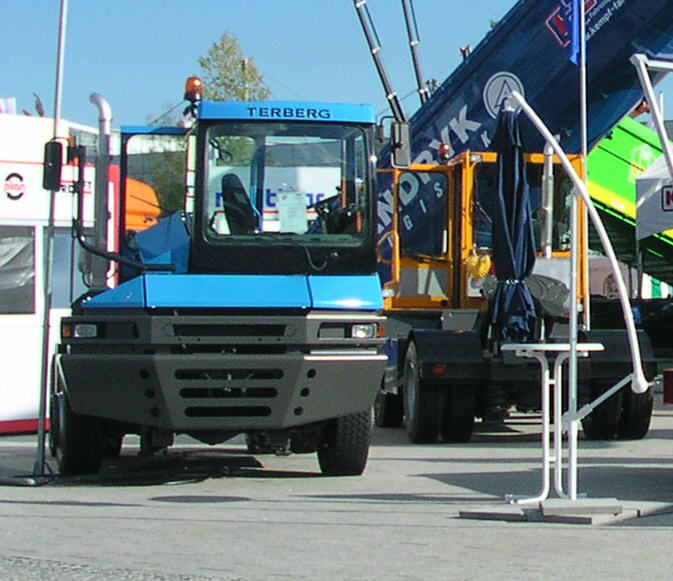
Terberg TT (Terminal Trekker)

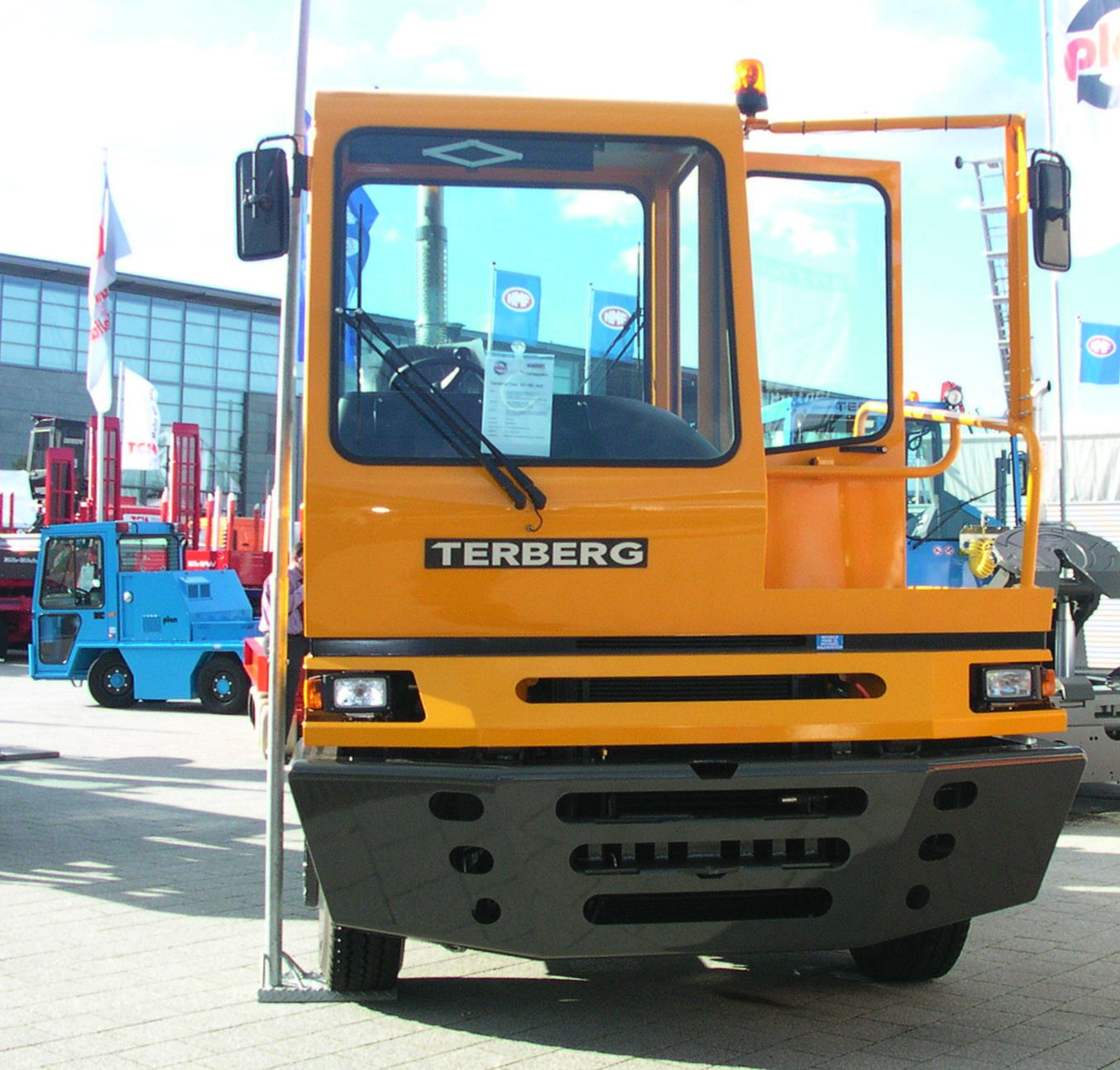
Terberg YT (Yard Trekker)

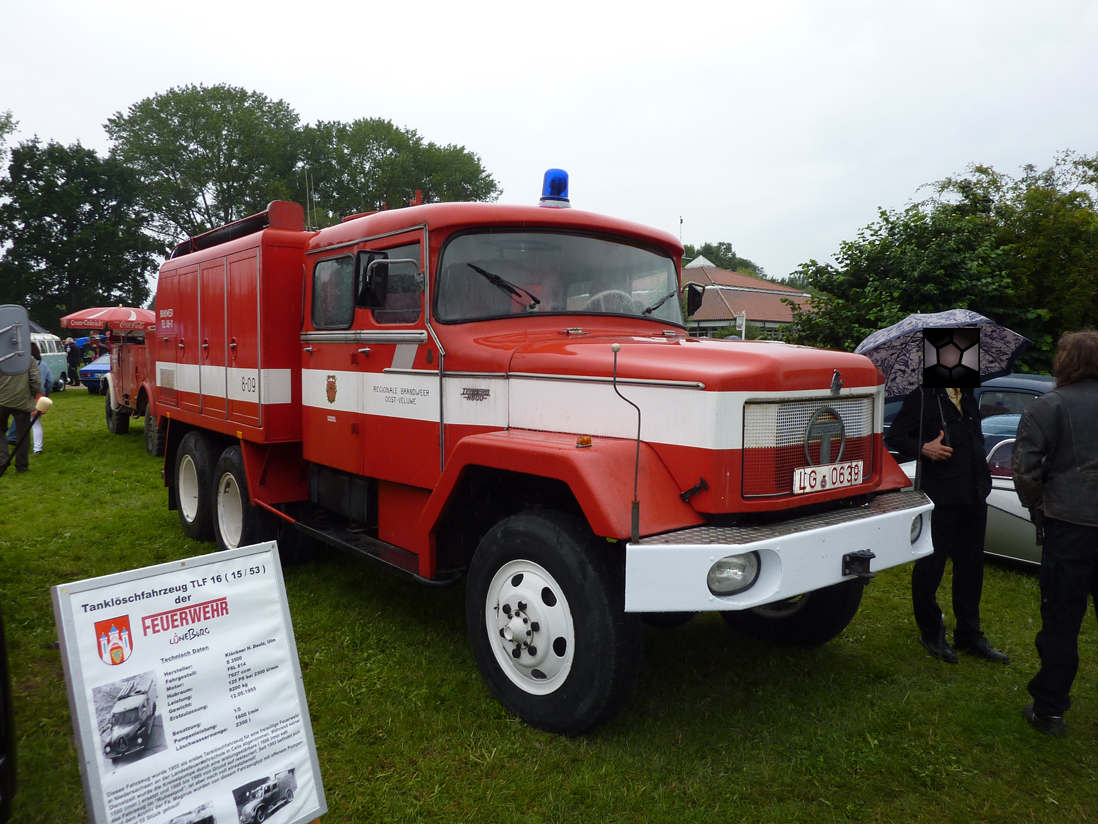
Een oude Terberg N800

Terberg (ook wel Terberg-Benschop) is een Nederlands vrachtautomerk gevestigd in Benschop. Het familiebedrijf is leverancier van specialistische industriële voertuigen. Het bedrijf is actief in negen landen en telt zo'n 2400 medewerkers.
Terberg in het Utrechtse Benschop bestaat al sinds 1869 als smederij. Na de Tweede Wereldoorlog begon men met het opknappen en verbouwen van gedumpte legertrucks. In 1966 produceerde Terberg zijn eerste eigen trucks, met Mercedes-Benz-componenten. Een jaar later kwam men met een nieuwe truck met DAF-motor en een Van Eck-cabine. Geleidelijk werd vervolgens begonnen met expansie en export.
In 1981 werd een all-terrain buizenvervoertruck uitgebracht met een lage cabine. Terberg maakte zijn eerste 8x8 in de jaren 80. Die tijd staat bij Terberg bol van de speciale projecten, zoals een 10x6 betonpompwagen. In 1999 heeft men de eerste zogenaamde rorotrekker (roll-on-roll-offtrekker) geïntroduceerd.
In april 2017 kreeg Terberg de Familie Bedrijven Award 2017. Bij het 150-jarig bestaan in 2019 kreeg het bedrijf het predicaat Koninklijk.